# Platylabus intermedius
Platylabus intermedius är en stekelart som beskrevs av Holmgren 1871. Platylabus intermedius ingår i släktet Platylabus och familjen brokparasitsteklar. Arten är reproducerande i Sverige. Inga underarter finns listade i Catalogue of Life.